# Obalni galeb
Obalni galeb (lat. Larus occidentalis) je veliki galeb bijele glave koji živi na zapadnoj obali Sjeverne Amerike. Prije se smatrao specifičnom podvrstom za meksičkog galeba (Larus livens) u Kalifornijskom zaljevu. Obalni galeb kreće se od Britanske Kolumbije u Kanadi do Baja California u Meksiku.

## Opis
Obalni galeb je veliki galeb koji može narasti od 55 to 68 cm u duljinu, s rasponom krila između 130 i 144 cm, s tjelesnom masom kzmeđu 800 i 1400 grama. U studiji koja je obuhvatila 48 galebova te vrste, prosječna mase je bila 1011 g. Među standardnim mjerenjima, tetiva krila je 38 to 44.8 cm, kljun je 4.7 to 6.2 cm, a gležanj mu je od 5.8 do 7.5 cm. Obalni galeb ima bijelu glavu i tijelo i siva krila. Ima žuti kljun s crvenom subterminalnom mrljicom (ovo je malo mjesto na kraju računa koje pilići kljucaju kako bi stimulirali hranjenje). Jako podsjeća na galeba Larus schistisagus. Na sjeveru svog područja rasprostranjenosti čini hibridnu zonu sa svojim bliskim srodnikom sjevernopacifičkim galebom (Larus glaucescens). Obalnim galebovima treba otprilike četiri godine da dostignu svoje odraslo perje, te uzorke i boje na perju. Obalni galeb obično živi oko 15 godina, ali može živjeti i do 25 godina. Najveća kolonija obalnih galebova nalazi se na Farallonskim otocima, smještenim oko 40 km zapadno od San Francisca, Kalifornija; na području zaljeva San Francisco živi oko 30 000 galebova. Obalni galebovi također žive na obali Oregona.

## Rasprostranjenost i stanište
Obalni galeb je cjelogodišnji stanovnik Kalifornije, Oregona, Donje Kalifornije i južnog Washingtona. Selica je, seli se u sjeverni Washington, Britansku Kolumbiju i Baja California Sur kako bi proveli dio godine van sezone parenja.

## Ponašanje
Obalni galeb rijetko ulazi više od otprilike 100 milja u unutrašnjost, gotovo nikad jako daleko od oceana; to je gotovo isključivo morski galeb. Gnijezdi se na obalnim otocima i stijenama uz obalu te na otocima unutar ušća. Kolonija postoji i na otoki Ano Nuevo, zatim na otoku Anacapa u Nacionalnom parku Channel Islands i na otoku Alcatraz u zaljevu San Francisco. U kolonijama dugotrajni parovi agresivno brane teritorije čije se granice mogu lagano mijenjati iz godine u godinu, ali se održavaju za život mužjaka.

## Prehrana
Obalni galebovi hrane se u pelagičnim sredinama i u zoni plime i oseke. Na moru hvataju ribu i beskralježnjake poput krila, lignje i meduze. Nisu u stanju roniti i hraniti se isključivo na površini vode. Na kopnu se hrane trupovima tuljana i morskih lavova i životinjama pregaženim na cesti, kao i školjkama iz porodice Cardiidae, morskim zvijezdama, priljepcima i puževima u zoni plime i oseke. Oni se također hrane otpacima ljudske hrane, na staništima izmijenjenim ljudima, uključujući odlagališta otpada, i uzimaju hranu koja im je dana ili ukradena od ljudi u marinama, plažama i parkovima. Poznato je da su obalni galebovi grabežljivci koji ubijaju i jedu mladunke drugih ptica, posebno pačića, pa čak i odrasle neke manje vrste ptica. Obalni galebovi, uključujući onoga koji je živio na jezeru Merritt u Oaklandu, poznati su po tome što su ubijali i jeli golubove. Također će ugrabiti ribu iz usta kormorana ili pelikana prije nego što ih proguta.

## Razmnožavanje
Na roditeljskom teritoriju izgrađeno je gnijezdo vegetacije i položena su 3 jaja. Ova se jaja inkubiraju mjesec dana. Jednom izleženi pilići ostaju unutar teritorija dok ne opernate. Piliće koji zalutaju na teritorij drugog galeba može ubiti par tog teritorija. Smrtnost pilića je velika, s tim da u prosjeku jedan polić preživi dok ne opernati. Povremeno će napuštene piliće udomiti drugi galebovi.

### Hibridizacija
U državi Washington obalni galeb često se hibridizira sa sjevernopacifičkim galebom i može jako nalikovati eskimskom galebu. Hibridi imaju ravniju i veću glavu te deblji kljun s izraženim kutom na donjem dijelu kljuna, što ih razlikuje od manjeg eskimskog galeba.

## Obalnigalebovi i ljudi
Obalnigaleb trenutno se ne smatra ugroženim. Međutim, oni imaju, za galeba, ograničeni domet. Brojke su se u 19. stoljeću znatno smanjile uzimanjem jaja morskih ptica za rastući grad San Francisco. Zapadne kolonije galebova također su patile od poremetnje njihovog staništa koja su pretvorena u svjetioničke stanice, ili, u slučaju Alcatraza, u zatvor.
Obalni galebovi vrlo su agresivni kada brane svoje teritorije, zbog čega ih neka tretiraju kao prijetnju. Automatizacija svjetionika i zatvaranje zatvora u Alcatrazu omogućili su vrsti da povrati dijelove svog područja. Trenutno su osjetljivi na klimatske događaje poput događaja El Niño i izlijevanja nafte.
Tisuće obalnih galebova i pilića borave na otoku Anacapa u Nacionalnom parku Kanalskih otoka.
Obalni galebovi postali su ozbiljna smetnja bejzbolskom timu San Francisco Giantsa. Tisuće galebova prelijeću AT&T Park u San Franciscu tijekom utakmica. Oni se roje po terenu, vrše nuždu prema navijačima, a nakon utakmica jedu ostatke stadionske hrane na sjedalima; kako ptice znaju kada se igre završavaju, nepoznato je. Galebovi su otišli dok je crvenorepi jastreb posjetio park krajem 2011. godine, ali vratili su se nakon što je soko nestao. Savezni zakon zabranjuje odstrel ptica, a unajmljivanje sokolara koštalo bi Giantse 8000 američkih dolara po igri.

## U medijima
Obalni galeb bio je jedan od antagonista u poznatom filmu Alfreda Hitchcocka Ptice koji je sniman u zaljevu Bodega u Kaliforniji.

## Galerija
- Mladi galeb na Alcatrazu
- Ptić od 3 tjedna
- Portret
- Galeb jede zvjezdaču
- Glasanje
- Borba odraslih galebova
- Par galebova, Point Lobos

### Dodatni izvori
- Pierotti, R.J.; Annett, C.A. 1995.  Poole, A.; Gill, F. (ur.). Western Gull (Larus occidentalis). The Birds of North America. The Academy of Natural Sciences, Philadelphia, and The American Ornithologists’ Union, Washington, D.C.

## Vanjske poveznice
Western Gull Facts - from University of Washington Nature Mapping Program
- Oregon Coast Today - Seagull article
- Mediji za Western gull. Internet Bird Collection
- Galerija slika na temu Obalni galeb na stranici VIREO (Sveučilište Drexel)
- Interaktivna karta za Western gull na IUCN-ovim kartama za Crveni popis

### Ostali projekti
|  | Zajednički poslužitelj ima stranicu o temi Larus occidentalis    |
|  | Zajednički poslužitelj ima još gradiva o temi Larus occidentalis |
|  | Wikivrste imaju podatke o taksonu Larus occidentalis             |